# Cantó de Courrières
El cantó de Courrières és un cantó francès del departament del Pas de Calais, situat al districte de Lens. Té 2 municipis i el cap és Courrières.

## Municipis
- Courrières
- Oignies

## Història
| Data d'elecció                           | Identitat            | Partit | Qualitat |
| ---------------------------------------- | -------------------- | ------ | -------- |
| 1982-2001                                | Albert Facon         | PS     |          |
| 2001-                                    | Jean-Pierre Corbisez | PS     |          |
| les dades anteriors no són pas conegudes |                      |        |          |
|                                          |                      |        |          |

## Demografia
| A partir de 1990: Població sense dobles comptes |